# Vsevolod Polonski
Pour les articles homonymes, voir Polonsky.
Vsevolod Polonsky est un compositeur et chef d'orchestre russe né en 1970 qui vit à Paris.
Élève de Boris Tichtchenko, Gilbert Amy et Philippe Manoury, il est lauréat de plusieurs concours de composition (Hitzacker, Escend, concours Dutilleux, Quatuor Molinari International Composer's Competition) mais aussi de direction (Prix du Public au Concours international de jeunes chefs d'orchestre de Besançon, Prix Grzegorz Fitelberg ou Concours de Cordoba). Il est aussi lauréat du "Masque d'Or" à Moscou en tant que chef d'orchestre en 2010.